# Jean Alingué Bawoyeu
Jean Alingue Bawoyeu född 18 augusti 1937 i N'Djamena, Tchad, var Tchads regeringschef 4 mars 1991- 20 maj 1992.